# Relaciones Andorra-China
Las relaciones Andorra-China son las relaciones diplomáticas entre el Principado de Andorra y la República Popular China. Los dos países establecieron relaciones diplomáticas el 29 de junio de 1994, pero ninguno de los países estableció una embajada en el territorio del otro.